# 보돈차르 문카그
보돈차르 문카그(Бодончар, ? ~ ?)는 9세기와 10세기에 활동한 몽골의 군벌로, 칭기스 칸의 씨족인 보르지긴의 시조다.
원조비사에 따르면 보돈차르는 5세기 초반에 활동했던 푸른 늑대 보르테 치노(Borte Chino)의 12대손(비혈연)이고, 칭기스 칸은 보돈차르의 9대손(혈연)이다. 보르지긴이라는 씨족명은 보돈차르에서 유래한 것이 아니고 보돈차르의 족보상 증조부인 보르지기다이 메르겐(Borjigidai Mergen)에게서 유래했다. 차가타이어 문헌들에서는 기원후 747년 아부 무슬림의 반란과 동시기라고 비정하고 있는데 이것은 보르지기다이와 보돈차르를 혼동한 결과로 보인다. 또는 위구르 제국의 바얀추르 칸과 보돈차르를 혼동하여 잘못 기술한 것일 수도 있다.
"보돈차르"는 "사생아"라는 뜻의 "보돈치"에 지소접미사 "-아르"가 결합된 것이고 "문카그"는 "바보 멍청이"라는 뜻이니 결국 "바보 멍청이 사생아 새끼"라는 뜻이 된다. 보돈차르가 중세 몽골 부족들 사이에서 지녔던 역사적 중요성과 전혀 대조되는 이름이라 할 수 있다.

## 족보
보르테 치노(푸른 늑대)와 구아 마랄(흰 암사슴)의
1대손 바트 트사간
2대손 타마차
3대손 호리차르 메르겐
4대손 우짐 부랄
5대손 살리 하차우
6대손 예헤 니둔
7대손 셈 소치
8대손 하르추
9대손 보르지기다이 메르겐 (처 몽골진 구아)
10대손 토로골진 바얀 (처 보로그친 구아)
11대손 두바 소코르 - 토로골진의 장남
11대손 도부 메르겐 - 토로골진의 차남 (처 알란 구아)
12대손 벨구누데이 - 도부의 장남
12대손 부구누데이 - 도부의 차남

12대손 부쿠 카타기 - 알란 구아의 장남 (도부 메르겐 사망 이후 소생)
12대손 부카투 살지 - 알란 구아의 차남 (도부 메르겐 사망 이후 소생)
12대손 보돈차르 문카그 - 알란 구아의 삼남 (도부 메르겐 사망 이후 소생)
13대손 하비츠 바가투르
14대손 메넨 투둔
15대손 하치 훌루그
16대손 카이두
17대손 바이신호르 독신 - 카이두의 장남
18대손 툼비나이 세트센
19대손 카불 칸 - 툼비나이의 장남, 카마그 몽골의 대칸(1120년-1149년)
20대손 오힌바르하그 - 카불 칸의 장남
20대손 바르탄 바가투르 - 카불 칸의 차남
21대손 멩기투 히얀 - 바르탄의 장남
21대손 네군 타이지 - 바르탄의 차남
21대손 예수게이 - 바르탄의 삼남 (처 호엘룬, 첩 소치겔)(1160년-1171년)
22대손 테무진 - 예수게이의 적장남, 카마그 몽골의 대칸 (1189년-1206년)
22대손 카사르 - 예수게이의 적차남
22대손 하치운 - 예수게이의 적삼남
22대손 테무게 - 예수게이의 적사남
22대손 벡테르 - 예수게이의 서장남
22대손 벨구테이 - 예수게이의 서차남
21대손 다리타이 - 바르탄의 사남
20대손 후투그투 몬호르 - 카불 칸의 삼남
20대손 호툴라 칸 - 카불 칸의 사남, 카마그 몽골의 대칸 (1156년-1160년)
20대손 훌란 - 카불 칸의 오남
20대손 하단 - 카불 칸의 육남
20대손 토도이 - 카불 칸의 칠남
19대손 셈소출레 - 툼비나이의 차남
20대손 아르디 바를라스 - 셈소출레의 장남
20대손 앙 고란 - 셈소출레의 차남
17대손 치르햐 린후아 - 카이두의 차남
18대손 셍군 빌게
19대손 안바카이 칸 - 카마그 몽골의 대칸 (1149년-1156년)
17대손 차우진 오르타가이 - 카이두의 삼남